# Enver Hoxha
Enver Hoxha (nevének ejtése ɛnvɛɾ hɔd͡ʒa, fonetikus átírással Enver Hodzsa; Gjirokastra, 1908. október 16. – Tirana, 1985. április 11.) albán politikus, a második világháború végétől négy évtizeden át az Albán Munkapárt első titkára, az ország teljhatalmú diktátora. A sztálinizmus, majd a maoizmus követője. Izolacionista politikájának következményeképp (amit hodzsaizmusnak is neveznek) hazája elszigetelődött még a szocialista országoktól is, és infrastrukturálisan, életszínvonalban évtizedekre lemaradt Európától.

## Élete
A dél-albániai Gjirokastrában született, egy ötgyermekes, Európát bejárt ruhakereskedő (más források szerint gyógyszerész) gyermekeként. Nagybátyja, Hysen Hoxha nevelte fel, akinek a függetlenség kivívása, az azt követő kormányok erélytelensége, majd I. Zogu uralkodása kapcsán megfogalmazott militáns politikai gondolatai erősen hatottak a gyermek Hoxhára. 1930-ban a franciaországi Montpellier egyetemén kezdte meg, majd Párizsban folytatta tanulmányait, de mindkét tanintézményből kibukott. 1934–1936 között a brüsszeli albán konzulátus titkáraként dolgozott, eközben a belga főváros egyetemén tanult jogot. Párizsban és Brüsszelben ismerkedett össze először kommunistákkal. 1936-ban visszatért hazájába, és a délkelet-albániai Korça francia iskolájában vállalt franciatanári állást. Eközben a helyi, jugoszlávbarát kommunista kör, a Puna tagja lett, és barátságot kötött Ali Kelmendivel. Feleségül vette Nexhmije Hoxhát, s házasságukból két fiú- és egy lánygyermekük született (Ilir, Sokol, illetve az építész Pranvera Hoxha).

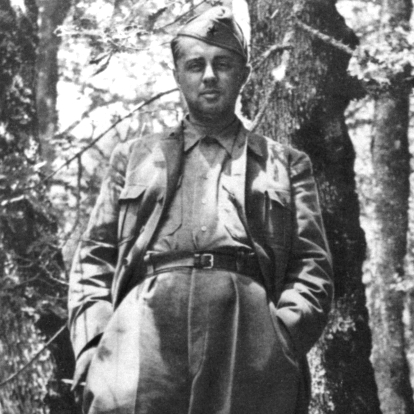
Hoxha, a partizánvezér 1944-ben Odriçannál

Miután a második világháború egyik nyitányaként Olaszország 1939-ben megszállta Albániát, és Hoxha visszautasította az Albán Fasiszta Pártba való belépést, elbocsátották állásából. Tiranába ment, ahol először az állami gimnázium tanáraként dolgozott, majd nyitott egy dohányüzletet, amely hamarosan egy kisebb kommunista csoport találkozóhelye lett. Mások mellett jugoszláv kommunistákkal is barátságot kötött, akik támogatták ambícióit, és tanácsaikkal, tapasztalataik megosztásával egyengették a pártvezérséghez vezető útját. Tito patronálásával 1941. november 8-án megalakult az Albán Kommunista Párt (1948-tól Albán Munkapárt), és ezzel egy időben a Nemzeti Felszabadítási Hadsereg, amely a kibontakozóban lévő antifasiszta ellenállási mozgalom, partizánharc élére állt. Hoxha 1943 márciusától haláláig töltötte be a párt főtitkári tisztét. A përmeti kongresszus döntése értelmében 1944. május 28-ától a Nemzeti Felszabadítási Főtanács de facto kormányként működő vezetőségének elnöke, egyúttal a Nemzeti Felszabadítási Hadsereg parancsnoka lett. 1944. október 23-án, a berati kongresszuson de iure is megalakult az általa vezetett ideiglenes albán kormány, amelyet november 10-én a szövetséges hatalmak is elismertek. Hoxha 1944-től 1954-ig ült a miniszterelnöki székben, eközben 1946-tól 1953-ig külügyminiszter is volt. Országát nepotizmussal vezette, rokonsága több tagját is beemelte az államapparátusba.
A világháború végén, miután az utolsó megszálló csapattest is elhagyta az országot, 1944. november 29-én az Albán Kommunista Párt átvette a hatalmat. Az 1945. december 2-ai választáson, amelyen csak Hoxha pártjának jelöltjeire lehetett szavazni, a leadott szavazatok 93%-át szerezte meg. 1946. január 11-én kikiáltotta az Albán Népköztársaságot. Hoxha az ortodox marxista–leninista világnézetű Sztálin-tanítvány szerepében tetszelgett, és mindenben igyekezett a nagy testvér, a Szovjetunió mintáját követni. Egykori jugoszláv elvtársaival való kapcsolata elhidegült, majd 1948 júliusától egészen új színezetet kapott: a kommunizmus ellenségeinek aposztrofálta északi szomszédait, s a titoistának bélyegzetteket eltávolította az államvezetés csúcsáról. Védelmi miniszterének, Koçi Xoxénak az ellenséges Jugoszláviával való titkos szervezkedés koholt vádja alapján kellett meghalnia 1949-ben. 1954. július 21-én, az állami és párttisztségek szétválasztása jegyében Hoxha megtartotta pártfőtitkári pozícióját, s a kormány vezetését Mehmet Shehura bízta. Miután Hruscsov 1956-ban a Szovjetunió Kommunista Pártjának XX. Kongresszusán beismerte a múlt bűneit, és meghirdette a desztalinizációt, Hoxha revizionista árulóként tekintett a Szovjetunióra és csatlós államaira, és 1961-ben megszakított velük minden diplomáciai kapcsolatot. Ezzel párhuzamosan egyre szorosabb kapcsolatokat kezdett kiépíteni a szintén a sztálini modellt továbbéltető népi Kínával. 1968-ban Csehszlovákia lerohanására válaszul Albánia kilépett a Varsói Szerződésből. Hoxha gyanakvóan figyelte az 1970-es évek első felében enyhülni kezdő diplomáciai viszonyt Kína és az Egyesült Államok között, majd Mao Ce-tung 1976-os halálát és a Négyek Bandájának letartóztatását követően 1978-ban megszakította a diplomáciai kapcsolatokat Kínával is. Moszkva és Peking elutasításával Albánia végleg elszigetelte magát a világban.
1981-ben Hoxha újabb párton belüli összeesküvést leplezett le, párt- és kormányzati tisztségviselőket végeztek ki. A hivatalos verzió szerint Mehmet Shehu miniszterelnök 1981 decemberében öngyilkosságot hajtott végre egy az albán pártvezetésben lezajlott vitát követően (nem bizonyított, de feltételezik, hogy Hoxha ölette meg).
Egészségi állapota megromlásával egyre több jogkörét ruházta át későbbi utódára, Ramiz Aliára. 1985-ös, 76 évesen bekövetkezett végzetes szívrohama után Albánia bel- és külpolitikai viszonyai fokozatosan enyhültek, mígnem a rendszerváltást követő 1992-es első többpárti szabad választásokon a diktátor életműve, a Párt (immár Albán Szocialista Párt) elbukott. Halálát követően az albán fővárosban megépítették hatalmas, piramisszerű emlékmúzeumát, amelyet a rendszerváltozás után kulturális centrummá alakítottak. Az 1991. február 20-ai százezres antikommunista tüntetésen, Tiranában ledöntötték az egykori diktátor hatalmas szobrát. Hoxha testét 1992-ben a Hősök temetőjéből exhumálták, és szerény körülmények között újratemették.

## Diktatúrája

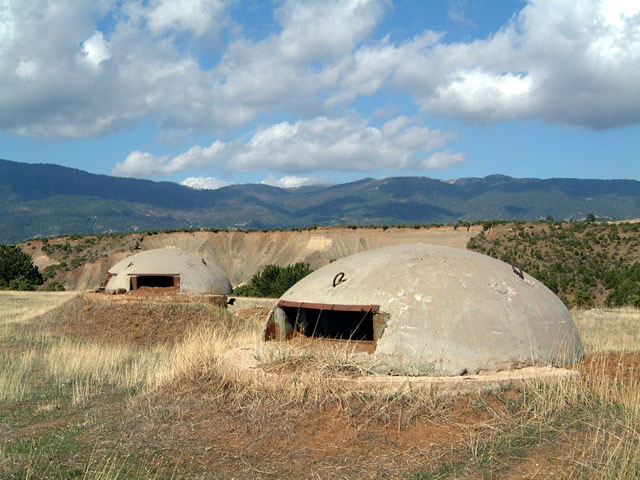
Enver Hoxha öröksége: országszerte betonbunkerek

Hoxha legfőbb ambíciója 1944-et követően az volt, hogy országát, amelyben korábban félfeudális állapotok uralkodtak, a sztálinizmus útján elvezesse a jóléti kommunizmusba. Ehelyett majd fél évszázadnyi országlása során feneketlen szakadék szélére taszította Albániát, amely a rendszerváltás idejére behozhatatlan gazdasági-infrastrukturális hátrányban volt akár a szegényebb régiótársakkal, Bulgáriával és Romániával szemben is. A sztálinizmust tartotta az egyetlen igaz útnak, s minden reformtörekvést visszautasított. Az Eurokommunizmus – antikommunizmus című könyvében az eurokommunizmust durva szavakkal bírálta, a sztálini útról letért kommunistákat árulónak nevezte.
Apparátusa államosította és termelőszövetkezetekbe tömörítette a korábban magánkézben lévő mezőgazdasági területeket. Hasonlóképpen elvette tulajdonosaitól a bányákat, gyárakat, üzemeket, pénzintézeteket, műhelyeket, kereskedéseket és boltokat. A kommunista államgépezet propagandája a személyi kultusz szócsöveként „Enver” folyamatos dicsőítése mellett büszkén harsogta a tételt, mely szerint Albánia a kommunizmus útján a teljes önellátásra rendezkedett be, minden mezőgazdasági és ipari terméket képes előállítani, amire csak szüksége van: a Párt, élén Enver elvtárssal megteremtette a kommunista paradicsomot. Az albánok tömegei információk híján kénytelen voltak elhinni, hogy mindez igaz: albán állampolgár nem utazhatott külföldre, nem rendelkezhetett személygépkocsival, televízióval. Jóllehet, rengeteg energiát, pénzt és erőt fektettek a valójában agrár jellegű ország gazdaságtalan iparosításába, a falvakban bevezették a villanyt, gyakorlatilag megszűnt az írástudatlanság és a korábban áldatlan egészségügyi helyzet is sokat javult.
Az államvédelmi hatóság, a Sigurimi a sztálini NKVD és KGB módszereit lemásolva terrorizálta az albán társadalmat, ezreket vetettek börtönbe, internáltak és végeztek ki koholt politikai vádak alapján. Mértékadó becslések szerint 1948 és 1987 között mintegy 5000 albánt végeztek ki politikai okokból, de a munkatáborokban meghaltak és eltűntek száma ennél jóval nagyobb. Az ítélkezés, a jogszolgáltatás igazodott a pártvezetés szabta irányvonalhoz. A művészetek, a tudományok képviselőinek alkalmazkodniuk kellett a rendszerhez, a Párt szája ízének megfelelő képzőművészeti, szépirodalmi alkotások és tudományos eredmények publikálásával. Magának Hoxhának megszámlálhatatlan beszéde, írása jelent meg kötetekben összegyűjtve, s hogy a nemzetközi közvélemény is részese lehessen gondolatainak, 1941 és 1985 között hat vastag kötetben, francia nyelven is közzétette munkáit. Két évtizeden keresztül harcoltak a közemberek vallásossága ellen és üldözték az egyházakat, a kínai kulturális forradalomtól inspirálva tömegével kobozták el és alakították áruházzá, filmszínházzá, könyvtárrá vagy tornacsarnokká, illetve tették a földdel egyenlővé a mecseteket, a templomokat és a kolostorokat. 1967-ben Hoxha végre bejelenthette népének: Albánia a Föld első és egyetlen hivatalosan is ateista országa.
Ugyanakkor Hoxha paranoid tekintettel követte a környező világ eseményeit, nemzetét egy bárhonnan (de főleg az Egyesült Államok felől) és bármikor várható katonai csapásra igyekezett felkészíteni: a polgári lakosság védelmére 1985-ig több mint 700 ezer kisebb-nagyobb betonbunkert építettek  a 3 millió lakosú Albániában. A legtöbb bunker az egy vagy két ember számára menedéket nyújtó, úgynevezett QZ (Qendër Zjarri, magyarul ’tűzfészek’) típusba tartozott, amelyeknek a tervezője a második világháborúban partizánként harcoló Josif Zagali mérnök volt. (Bár a rendszerváltás után sokat elbontottak közülük, a bunkerek ma is az albán táj- és városkép elmaradhatatlan kellékei.) A bunkerek és a bennük tárolt fegyverek egyedül a rendszerváltást követő albán polgárháborúban kerültek használatra, majd innen a koszovói háborúhoz illetőleg a balkáni alvilágnak nyújtottak utánpótlást.
Noha az 1976-ban megújított albán alkotmány szavatolta polgárainak a gondolati és szólás-, a politikai és a vallásszabadságot, a valóságban ezek mindegyikét megvonta az albán emberektől.
Hírhedt és embertelen tettei között tartják számon azt is, amikor megakadályozta, hogy Kalkuttai Teréz anya hazájába visszatérve meglátogassa haldokló édesanyját. Teréz anya viszont, amikor Enver halála után visszatért Albániába, meglátogatta a diktátor sírját, és imát mondott érte.

## Magánélete
Hoxha magas (181 cm), jó kiállású férfi volt. Hatvanas éveitől egyre többet volt beteg, szívproblémái és cukorbetegsége volt (utóbbit már 1948-ban diagnosztizálták). 1973-ban olyan súlyos szívrohamot kapott, hogy korábbi egészsége többet nem állt helyre, hanem évről évre romlott.
Hoxha magánéletének számos részlete ma is homályos, de kimondottan művelt ember volt, aki egyebek mellett rengeteget olvasott. Szívesen olvasta a Le Monde-ot és gyakran kutakodott könyvtárakban, míg maga 20 ezer kötetes gyűjteményt halmozott fel. Különösen aktívan figyelte a legfrissebb franciaországi kiadványokat.
Olvasmányai meglepően változatosak voltak: épp úgy szeretett olvasni a pápák és szentek életéről, mint ahogy kedvelte a vámpírtörténeteket. Műveltségére kimondottan hiú és féltékeny volt, ezért a vezető pozíciókba sokszor aluliskolázottakat helyezett, hogy senki se tűnjön okosabbnak nála. Ezeknek az embereknek csak a hűsége és nem a tudása számított.
A külvilággal szemben Hoxha gyanakvó, rosszindulatú, paranoid és lelketlen személyiség volt, aki teketória nélkül szeretteit is félreállította, ha úgy látta jónak. A tisztogatásoknak akár belső szférájában, akár a munkatársai között az lett az eredménye, hogy Hoxha teljesen elmagányosodott.

## Hoxha és Magyarország
Hoxha leplezetlen gyűlölettel viseltetett az 1956-os magyar forradalom iránt. Amikor 1958-ban magyar küldöttség látogatott Albániába, annak jelenlétében Hoxha szidalmazta az orvostudományt, amiért még nem jutott el arra a szintre, hogy Nagy Imrét feltámassza, ugyanis akkor még egyszer ki lehet végezni.
1957. február 13-án pártja központi bizottságának vezetőségi ülésén ítélte el a magyar ellenforradalmat és helyeselte annak a Szovjetunió által történt vérbefojtását. Meggyőződése volt ugyanakkor, hogy az 56-os forradalmat a titoisták művelték a magyar fasisztákkal és az áruló Nagy Imrével közösen, sőt rajtuk keresztül az amerikai imperialisták próbálták meg így megdönteni Magyarországon a népi demokráciát.

## Művei magyarul
- Albánia a szocializmus útján. Az Albán Munkapárt 1. és 2. kongresszusán tartott beszámolók; ford. Nyilas Vera, Aranyosi Pál; Szikra, Bp., 1953
- Enver Hodzsa beszámolója az Albán Munkapárt megalakulásának 20. évfordulóján és a Nagy Októberi Szocialista Forradalom 44. évfordulója alkalmából; s.n., s.l., 1961
- Jegyzetek Kináról. Részletek a politikai naplóból; Kossuth, Bp., 1981